# Aloe pubescens
Aloe pubescens är en grästrädsväxtart som beskrevs av Gilbert Westacott Reynolds. Aloe pubescens ingår i släktet Aloe och familjen grästrädsväxter.
Artens utbredningsområde är Etiopien. Inga underarter finns listade i Catalogue of Life.